# 앤디 스탠리

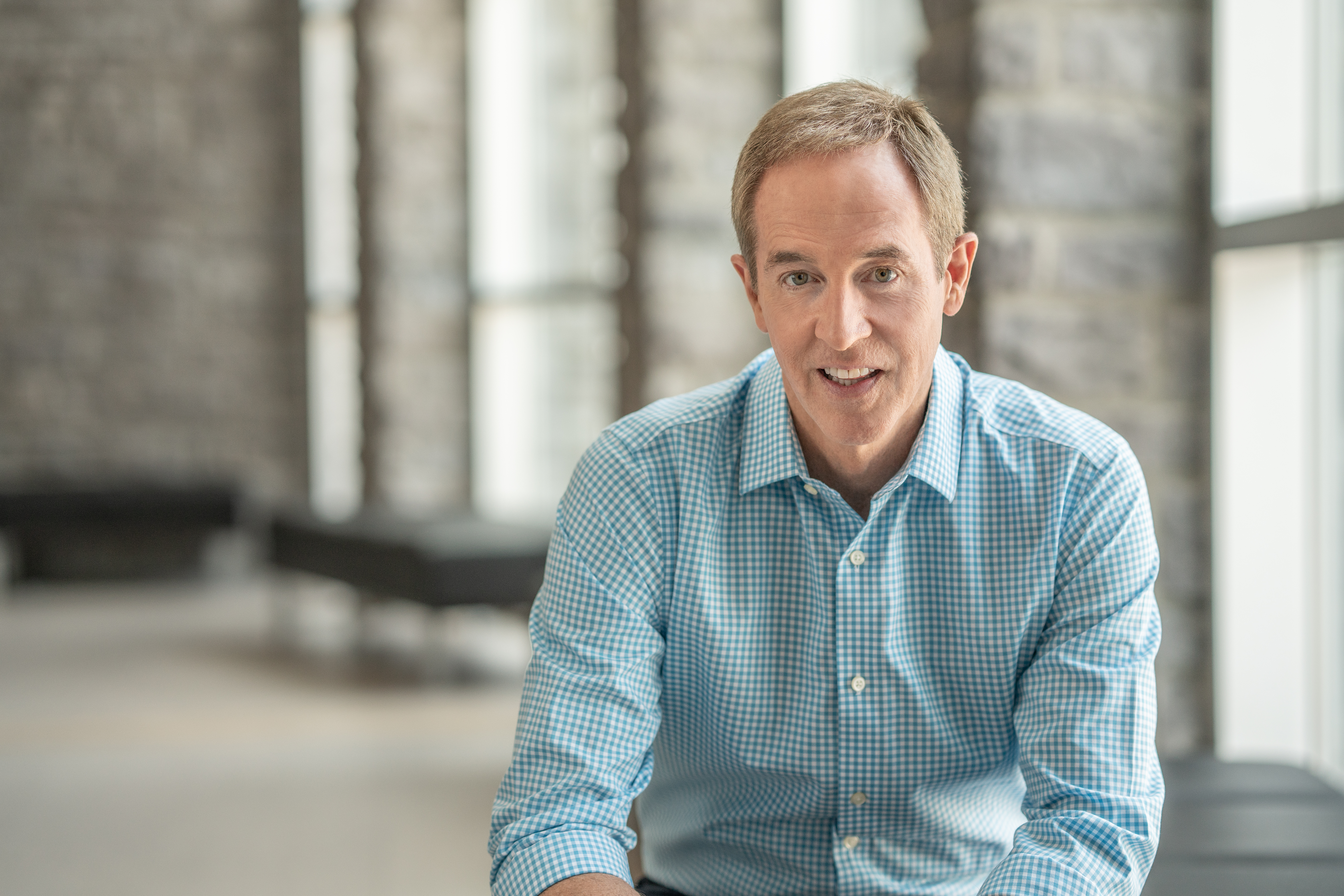

앤디 스탠리(Charles Andrew Stanley, 1958년 5월 16일 )는 노스 포인트 미니스트리의 설립자이면 총괄 목사이다.  여러 캠퍼스에 초교파 복음주의 교회를 갖고 있다.

## 학력
스탠리는 조지아 주립 대학에서 언론학을 전공하였고, 달라스 신학교에서 목회학 학위를 수여 받았다.

## 사역
그는 20여권의 책을 썼으며, 세계적으로 영향을 미치고 있다. 2012년 이후로 방송을 송출하며, 현대 복음주의의 단면을 제시하는 설교를 하고 있다.

## 개인 생활
스탠리는 조지아주 아틀란타 외곽에서 거주하며, 아내인 샌드라와 세 명의 자녀를 두고 있다.  그의 부친은 찰스 스탠리 목사이다.